# Philippe Walter
Philippe Walter, né le 12 août 1952 à Metz en Lorraine, est un médiéviste français. Spécialiste des mythologies chrétiennes, notamment de la littérature arthurienne, et de l'imaginaire médiéval.

## Biographie
Élève-professeur à 19 ans, Philippe Walter est admis à l'agrégation de lettres modernes à 22 ans. Il est docteur d'université à 27 ans avant de devenir docteur d'État de l'université Paris Sorbonne-Paris IV à 35 ans.
À l'âge de 29 ans, Philippe Walter entre comme professeur assistant, agrégé, à la Sorbonne et devient directement professeur des universités à 38 ans, après son doctorat d'État. Il est alors nommé professeur de littérature française du Moyen Âge à l'université Stendhal (Grenoble 3) où il dirige l'Institut (UFR) des lettres classiques et modernes deux ans après son arrivée à Grenoble. Il prend ensuite, avec le soutien de son fondateur, la direction du Centre de recherches sur l'imaginaire (fondé par Gilbert Durand en 1966). Promu professeur de première classe à 46 ans, il accède à la classe exceptionnelle des professeurs d'université à 52 ans.
Ses thèmes de recherche sont :
- philologie romane, édition et traduction de textes médiévaux ;
- littérature française du Moyen Âge et particulièrement les romans de la Table ronde ;
- mythologies comparées (domaine eurasiatique) ;
- interculturalités européennes au Moyen Âge ;
- anthropologie culturelle du Moyen Âge.

Avec Daniel Poirion, il a contribué à l'édition des œuvres de Chrétien de Troyes en 1994, dans la Bibliothèque de la Pléiade, avant de diriger pour la même collection l'édition avec traduction des romans en prose du Graal (Le Livre du Graal en 3 volumes). Il a publié plusieurs ouvrages sur la littérature arthurienne, dont Perceval, le pêcheur et le Graal, Merlin ou le Savoir du monde, Arthur, l'ours et le roi, aux éditions Imago (Paris), des éditions et traductions de grands textes médiévaux (Tristan et Yseut en Livre de poche, les Lais de Marie de France et Aucassin et Nicolette en Gallimard-Folio). Certains de ses ouvrages sont traduits en roumain, en espagnol, en croate et en japonais. Il a fondé et dirige la collection Moyen Âge européen (éditions ELLUG) ainsi que la Bibliothèque de l'Imaginaire (Presses universitaires de Grenoble).
Philippe Walter a donné des conférences dans une vingtaine de pays dont les États-Unis, le Canada, l'Allemagne, la Belgique, la Suisse, le Portugal, l'Islande, la Finlande, la Pologne, la Roumanie, la Tunisie, le Liban, l'Italie, l'Espagne et le Japon (où il a effectué une quinzaine de missions scientifiques).
Philippe Walter est Officier des Palmes académiques et membre associé libre de l'Académie nationale de Metz. Il est également membre d'honneur de la Société d'études celtiques de Bruxelles.

## Distinctions
- Officier de l'ordre des Palmes académiques
- 2008 : Docteur honoris causa de l'université d'Alba Iulia[4].
- 2023 : Docteur honoris causa de l'université de Liège[5].

## Publications
Parmi les œuvres de Philippe Walter, citons :
Éditions
- Tristan et Yseut. Les poèmes français, textes originaux et intégraux présentés, traduits et commentés, Paris, Le Livre de Poche, 1989.
- Chrétien de Troyes, Cligès et Yvain dans l'édition des Œuvres complètes (sous la direction de Daniel Poirion), Paris, Gallimard, 1994 (Bibliothèque de la Pléiade), p. 171-503 et 1114-1234.
- Philippe Walter (Éditeur scientifique), Aucassin et Nicolette : chantefable du XIIIe siècle, Paris, Gallimard, coll. « Folio classique » (no 3265), 1999, 200 p., mus., couv. ill. en coul. ; 18 cm (ISBN 2-07-040538-9, ISSN 1258-0449, BNF 37051314)
- Marie de France, Les Lais, édition et traduction nouvelle, Paris, Gallimard, 2000.
- Arthur, Gauvain et Mériadoc récits arthuriens latins du XIIIe siècle, ELLUG, 2007,  (ISBN 9782843100987).

Traductions
- Hervis de Metz, chanson de geste du XIIIe siècle, mise en français moderne avec postface et bibliographie. Nancy & Metz, Presses universitaires de Nancy & éditions Serpenoise, 1984.
- Chrétien de Troyes, Yvain ou le Chevalier au Lion, Paris, Gallimard, 2000.
- Béroul, Tristan et Yseut, introduction, traduction et notes, Paris, Livre de Poche, 2000.
- Juan Vivas, La quête du saint Graal et la Mort d’Arthur. La Demanda (Quête) castillane du Saint Graal, traduction en collaboration avec V. Serverat, Grenoble, ELLUG, 2006.

Études
- Canicule, essai de mythologie sur Yvain de Chrétien de Troyes, Paris, SEDES, 1988.
- La Mémoire du temps. Fêtes et calendriers de Chrétien de Troyes à La Mort Artu, Paris, Champion, 1989.
- Le Gant de verre. Le mythe de Tristan et Yseut, La Gacilly, éditions Artus, 1990.
- Mythologie chrétienne. Mythes et rites du Moyen Âge, Paris, éditions Entente, 1992 ; deuxième édition revue et complétée : Mythologie chrétienne. Fêtes, rites et mythes du Moyen Âge, Paris, Imago, 2003.
- Naissances de la littérature française (IXe - XVe siècle). Anthologie commentée, Grenoble, ELLUG, 1993. Réédition avec les Presses de l’Université de Montréal, 1998. [lire en ligne]
- Le Bel Inconnu de Renaut de Beaujeu. Rite, mythe et roman, Paris, PUF, 1996.
- Chrétien de Troyes, Paris, PUF, 1997.
- Le devin maudit. Merlin, Lailoken, Suibhne, Ellug, 1999.
- Merlin ou le Savoir du monde, Paris, Imago, 2000.
- Béroul, Tristan et Yseut, Paris, Hatier, 2000.
- Arthur, l’ours et le roi, Paris, Imago, 2002.
- Brocéliande ou le génie du lieu, Presses universitaires de Grenoble, 2002.
- Perceval, le pêcheur et le Graal, Paris, Imago, 2004.
- Galaad, le pommier et le Graal, Paris, Imago, 2004.
- Tristan et Yseut. Le porcher et la truie, Paris, Imago, 2006.
- Albums de la Pléiade : « le Livre du Graal », bibliothèque de la Pléiade, éditions Gallimard, 2009
- Gauvain le chevalier solaire, Paris, Imago, 2013.
- Dictionnaire de mythologie arthurienne, Paris, Imago, 2014.
- Ma mère l'Oie. Mythologie et folklore dans les contes de fées, Paris, Imago, 2017.
- Brocéliande, un mythe breton suivi de Tristan en Bretagne et de Kaherdin, l'autre Tristan, in La Littérature bretonne de langue française, ouvrage collectif, Fouesnant, éditions Yoran Embanner, 20200.